# ایساهاک ملیک-آقامالیان
ایساهاک قاهرامانی ملیک-آقامالیان (ارمنی: Իսահակ Ղահրամանի Մելիք-Աղամալյան؛ زادهٔ ۱۸۵۸ - درگذشته ۱۹۰۴) یک سیاستمدار اهل ارمنستان که از تاریخ نوامبر ۱۸۹۸ تا تاریخ مارس ۱۹۰۴ سمت شهردار ایروان را برعهده داشت.

## زندگی‌نامه
در ۱۸۵۸ در ایروان به دنیا آمد و از دانشگاه دولتی سن پترزبورگ فارغ‌التحصیل شد.  وی در ۱۹۰۴ در سن ۴۶ سالگی در ایروان درگذشت.

## یادداشت
1. ↑  Երևանի քաղաքագլուխ